# Jag kommer hem igen till jul (sång)
Jag kommer hem igen till jul är en julsång skriven av Andreas Mattsson och Niklas Frisk, och inspelad av Peter Jöback 2002 som fjärde spår på hans julalbum med samma namn. Låten låg två veckor på Svensktoppen mellan 7 december och 14 december 2002 med tionde plats som bästa placering.
Låten släpptes som singel 2011.

## Listplaceringar
| Lista (2011-2016)    | Topplacering |
| -------------------- | ------------ |
| Svenska singellistan | 21           |
| Digilistan           | 41           |